# International Race of Champions 2003
International Race of Champions 2003 (IROC XXVII) kördes över fyra omgångra med Kurt Busch som mästare.

## Delsegrare
| Datum       | Bana         | Vinnare        |
| ----------- | ------------ | -------------- |
| 14 februari | Daytona      | Mark Martin    |
| 5 april     | Talladega    | Kurt Busch     |
| 12 juli     | Chicagoland  | Mike Bliss     |
| 3 augusti   | Indianapolis | Jimmie Johnson |

## Slutställning
| Plats | Förare                      | Poäng |
| ----- | --------------------------- | ----- |
| 1     | Kurt Busch                  | 69    |
| 2     | Mark Martin                 | 58    |
| 3     | Jimmie Johnson              | 56    |
| 4     | Mike Bliss                  | 54    |
| 5     | Kevin Harvick               | 48    |
| 6     | Ryan Newman                 | 48    |
| 7     | Greg Biffle                 | 41    |
| 8     | Sam Hornish Jr.             | 30    |
| 9     | Danny Lasoski               | 27    |
| 10    | Felipe Giaffone Scott Sharp | 24    |
| 11    | Steve Kinser                | 24    |
| 12    | Hélio Castroneves           | 23    |